# Ablabesmyia transversus
Ablabesmyia transversus är en tvåvingeart som beskrevs av Chaudhuri, Debnath och Nandi 1983. Ablabesmyia transversus ingår i släktet Ablabesmyia och familjen fjädermyggor. Inga underarter finns listade i Catalogue of Life.